# Peter Ostermayr

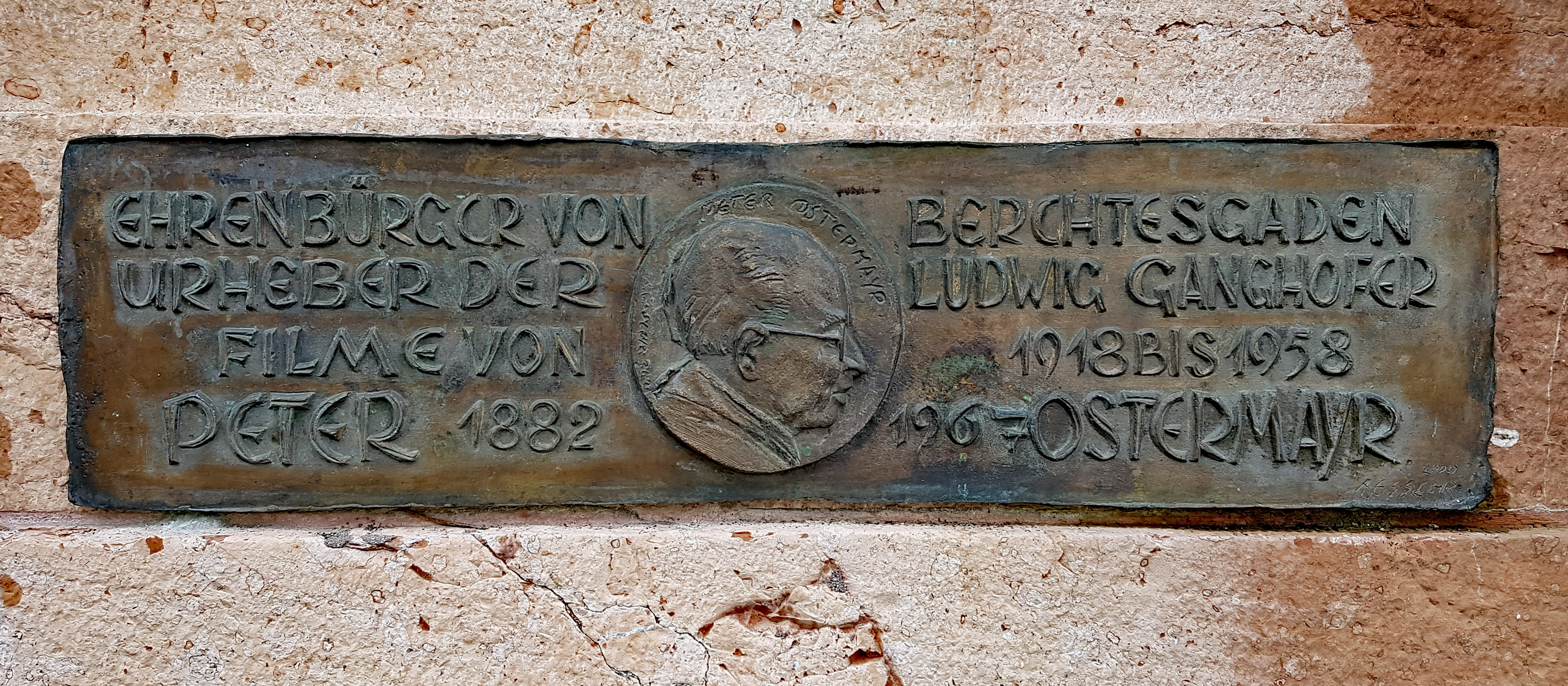
Plakette von Alfred Essler zur Ehrenbürgerschaft von Peter Ostermayr auf dem Ludwig-Ganghofer-Denkmal in Berchtesgaden

Peter Ostermayr (* 18. Juli 1882 in Mühldorf am Inn; † 7. Mai 1967 in München) war ein deutscher Filmpionier und Filmproduzent.

## Leben
Er absolvierte eine Lehre im Porträt-Atelier seines Vaters Franz Xaver Ostermayr (* 16. November 1853 in München-Untersendling; † 9. Januar 1940 in München-Pasing) am Karlsplatz 6 in München. Es folgte ein Praktikum im „Photographischen Atelier Alfred Hirrlinger“ in Stuttgart, das er am 1. Juli 1904 verließ. Anschließend übernahm er zusammen mit seinem älteren Bruder Franz, der sich später Franz Osten nannte, das väterliche Geschäft gegen einen finanziellen Ausgleich. Diese beiden Ostermayr-Brüder gründeten 1907 das Wanderkino „Original-Physograph Company“ und stellten daneben kurze Aktualitäten- und Dokumentarfilme her. Ab 1909 wurde das ehemals väterliche Porträt-Atelier durch Peter und Franz Ostermayr in München am Karlsplatz mehr und mehr zum ersten Filmatelier Süddeutschlands „zweckentfremdet“.
Von 1914 bis 1918 nahm er am Ersten Weltkrieg teil. Am 20. Juli 1918 gründete er mit Milton Douglas Heilbronner die Moewe-Filmgesellschaft mbH. Aus seiner Münchener Lichtspielkunst GmbH ging am 3. Januar 1919 die Münchener Lichtspielkunst AG (Emelka) hervor, die spätere Bavaria-Filmgesellschaft. Für seinen Konzern erwarb er im Juni 1919 im Münchener Vorort Geiselgasteig das noch heute vorhandene Studiogelände. Nach dem zwischenzeitlichen Verkauf der Emelka im Jahr 1923 gründete er die Messter-Ostermayr Film GmbH, die 1924 eine Filiale in Berlin eröffnete und die Lucy-Doraine-Film GmbH (1923–1927). Er arbeitete zudem für die Seel-Thomas-Film GmbH. In Berlin gründete er auch im Juni 1927 die Peter Ostermayr Produktion GmbH (1927–1930). Im Februar 1931 war er Mitgründer bei der Deutschen Tonlichtbild-GmbH genannt Deuto (1931–1935) und gründete im März 1935 die Tonlichtfilm GmbH, die er 1938 in die Tonlicht-Film Peter Ostermayr umwandelte. Von 1934 bis 1941 war er Vertragsproduzent bei der UFA.
1950 gründete er in München erneut eine eigene Produktionsfirma, die Peter-Ostermayr-Film GmbH, wo der jüngere Bruder Ottmar Ostermayr sein wichtigster Mitarbeiter wurde. Während seiner Laufbahn verwirklichte Ostermayr mehr als fünfhundert Filme. Im Mittelpunkt seines Schaffens standen Verfilmungen der Romane von Ludwig Ganghofer, für die er 1918 erstmals das Alleinverfilmungsrecht von Ludwig Ganghofer selbst erworben hatte und das er mit der Erbengemeinschaft Ganghofer immer wieder (zuletzt bis 31. Dezember 1970) verlängerte. 1954 war er Mitbegründer des Instituts für Filmrecht, 1955 gründete er die Deutsche Ganghofergesellschaft.
Er war in erster Ehe (9. Dezember 1907) mit Olga Wernhard (* 27. November 1886, † 3. April 1939, beide München) verheiratet. Aus dieser Ehe gingen sein Sohn Paul Ostermayr (* 8. Mai 1909 in München; † 25. Februar 1976 in Taufkirchen), der unter dem Namen „Paul May“ ein namhafter Filmregisseur wurde, und seine Tochter Olga (* 18. Juni 1918, † 1. September 2002, beide München) hervor. Seine zweite Ehe schloss er am 5. Juli 1943 mit der Dramaturgin Elisabeth Ebert (* 28. März 1899 in Offenbach am Main; † 27. August 1964 in München). Seine Tochter aus erster Ehe, Olga, heiratete den Kunstkritiker Arnold Mardersteig, Bruder des bekannten Buchdruckers und Typografen Giovanni Mardersteig (von den Brüdern existiert ein Porträt von Ernst Ludwig Kirchner, das die beiden als Jugendliche in den Bergen von Davos zeigt). Aus der Verbindung von Olga Ostermayr und Arnold Mardersteig gingen die Kinder Monika und Andreas hervor. Die Firma des Sohnes und Medienrechtlers, die Andreas Mardersteig GmbH restaurierte seit den 1980er Jahren den filmischen Nachlass Peter Ostermayrs. Viele Filme, die nur in schlechten Nitrokopien vorhanden waren, konnten so vor dem Verfall gerettet werden.
Peter Ostermayr ist auf dem Waldfriedhof Obermenzing in München begraben.

## Ehrungen
Ostermayr war Ehrenpräsident des Verbandes deutscher Filmproduzenten und Aufsichtsratsvorsitzender, danach Ehrenvorsitzender der Bavaria-Filmkunst. 1953 erhielt er das Verdienstkreuz (Steckkreuz) der Bundesrepublik Deutschland. Am 10. Juli 1955 wurde ihm die Ehrenbürgerschaft Berchtesgadens verliehen, weil er den Ort durch seine Ganghofer-Verfilmungen im ganzen deutschen Sprachraum bekannt gemacht hat, am 3. Juli 1959 der Bayerische Verdienstorden.

## Filmografie (Auswahl)
- 1910: Die Wahrheit[12]
- 1912: Musette[12]
- 1913: Ach, wie ists möglich denn[12]
- 1913: Der neue Schreibtisch
- 1913: Erbsen mit Speck
- 1914: Das Heldenmädchen aus den Vogesen
- 1917: Die entschleierte Maja
- 1919: Der Jäger von Fall
- 1919: Der Tod von Phaleria
- 1919: Aus Liebe gesündigt
- 1920: Der Klosterjäger
- 1921: Der Mann im Salz
- 1922: Die Trutze von Trutzberg
- 1923: Die Gedächtnisfeier für den von den Franzosen ermordeten Deutschen Märtyrer Schlageter (Dokumentarfilm)
- 1924: Um eines Weibes Ehre
- 1924: Gehetzte Menschen
- 1927: Die Czardasfürstin
- 1927: Die raffinierteste Frau Berlins
- 1927: Was die Kinder ihren Eltern verschweigen
- 1928: Die Dame in Schwarz
- 1928: Wolga-Wolga
- 1929: Napoleon auf St. Helena
- 1931: Im Banne der Berge
- 1933: Gipfelstürmer
- 1934: Schloß Hubertus
- 1934: Ferien vom Ich
- 1935: Der Klosterjäger
- 1935: Die Heilige und ihr Narr
- 1936: Der Jäger von Fall
- 1936: Schloß Vogelöd
- 1936: Standschütze Bruggler
- 1937: Gewitter im Mai
- 1937: Das Schweigen im Walde
- 1937: Das schöne Fräulein Schragg
- 1937: Zweimal zwei im Himmelbett
- 1938: Frau Sixta
- 1939: Die kluge Schwiegermutter
- 1939: Waldrausch
- 1940: Beates Flitterwoche
- 1940: Links der Isar – rechts der Spree
- 1941: Der laufende Berg
- 1942: Der Ochsenkrieg
- 1942: Violanta
- 1944: Warum lügst Du, Elisabeth?
- 1944/48: Ein Mann gehört ins Haus
- 1950: Der Geigenmacher von Mittenwald
- 1951: Die Alm an der Grenze
- 1951: Die Martinsklause
- 1952: Der Herrgottschnitzer von Ammergau
- 1952: Die schöne Tölzerin
- 1953: Ehestreik
- 1953: Der Klosterjäger
- 1954: Schloß Hubertus
- 1955: Aus dem Lebenslauf eines Optimisten
- 1955: Das Schweigen im Walde
- 1956: Die Geierwally
- 1957: Der Jäger von Fall
- 1957: Der Edelweißkönig
- 1959: Der Schäfer vom Trutzberg